# 密克罗尼西亚联邦国会
密克罗尼西亚联邦国会（英語：Congress of the Federated States of Micronesia）是密克罗尼西亚联邦的国家立法机关。密克罗尼西亚联邦国会实行一院制，由14名议员组成，其中10名议员任期2年，其他4名为任期4年的“全任期”议员。现任国会议长是Wesley W. Simina。现任议员皆为独立人士。
密克罗尼西亚联邦总统、副总统由国会议员从4位4年全任期议员中选举产生。国会掌握着美国对密援款的支配权、预算审批权、联邦政府内阁部长、局长和驻外使节审批等实际权力，在密政治生活中权力大于政府部门，形成“国会强、政府弱”的局面。

## 外部連結
- 官方网站